# کروموسن
کروموسن (به انگلیسی: Chromocene) با فرمول شیمیایی C۱۰H۱۰Cr یک ترکیب شیمیایی است. که جرم مولی آن 182.18 g/mol می‌باشد. شکل ظاهری این ترکیب، بلورهای قرمز تیره است.